# Auguste-Joseph de Bray
Pour les articles homonymes, voir Bray.
Auguste de Bray, né le 13 mai 1874 à Braine-le-Comte, et mort le 30 mars 1964 à Saint-Gilles (Bruxelles), est un professeur, fondateur et premier directeur de l'École des hautes études commerciales de l'Université de Montréal.

## Biographie
Auguste Joseph Paul Désiré de Bray, né le 13 mai 1874 à Braine-le-Comte, est le fils de Pierre de Bray, bijoutier, et de Désirée Cliquet. Le 7 août 1907, il épouse Marie Steinwartz à Bruxelles. Il se remarie avec L. Dethier à Bruxelles en 1931.
Il obtient son diplôme de licencié en sciences commerciales d'Anvers en 1899 et à Louvain en 1901. Il est également docteur en sciences politiques et diplomatiques. Il entame alors une carrière de professeur de droit à l'université en Belgique.
En 1908, il est le fondateur et le premier directeur de l'École des hautes études commerciales de l'Université de Montréal, université de langue française qui ouvrait aux Canadiens français « la grande porte du commerce et de l'industrie ». Il arrive au printemps 1908 au Québec et y supervise les travaux de construction de l'école. Il conçoit également le programme des cours et pourvoit à l'engagement du corps professoral. Quelques chaires sont occupées par ses compatriotes tels que Henry Laureys, futur directeur de l'établissement et G. Lechien. En 1911, l'école ouvre officiellement ses portes.
Dès l’ouverture de l’École, il insiste sur le caractère universitaire et innovateur de l’institution qui insiste sur l'importance de la culture générale. Il s'inspirait ainsi du programme des études à l'Université catholique de Louvain. Par contre, il évitait un enseignement trop technique à l’américaine se différenciant du modèle des humanités gréco-latines alors en vigueur dans les collèges classiques et les universités en Europe. Il enseigne le premier cours de géographie commerciale et industrielle en attendant l’arrivée d’un nouveau professeur de géographie, Henry Laureys, qu’il engage en 1911.
Dans ses fonctions de directeur, il rencontre plusieurs difficultés : les réticences de la Chambre de commerce de Montréal qui aurait préféré un enseignement technique à l'américaine et le taux réduit de réussite des élèves en raison de leur faible niveau de culture générale. Pour cette raison, il démissionne en 1916.
Il a également fondé la Faculté de commerce de l'Université de Santiago de Chili.
Il était membre de l'Institut international de statistique et de la Royal Statistical Society de Londres .

## Distinctions
Les distinctions suivantes lui ont été décernées :
- Officier de l'ordre de la Couronne (Belgique) ;
- Chevalier de l'ordre de Léopold (Belgique) ;
- Officier de l'ordre de la Couronne de chêne (Luxembourg) ;
- Commandeur de l'ordre du Mérite du Chili ;
- Officier de l'Instruction publique (France).